# プレステージ (マーケティング手法)
プレステージとは、マーケティング・広告業界での手法である。プレスティージなどと片仮名転記されることもある。

## 概要
- 広告用語では、企業や製品の社会的評価を高めるためにしかけられる広告をプレスティージ広告という。
- マーケティング用語では、購入することが購入者の社会的地位の高さを証明すると認められるような高価な商品をプレスティージ商品とよび、また、高品質購買意欲を刺激するために商品を敢えて高値に設定することをプレスティージ価格設定とよぶ。
  - これにより高マージンの価格設定ができることで販売側にメリットをもたらす。ただしそのために商品価値自体に訴求されるだけの品質が備わっていることが第一用件であるだけでなく、プレステージ性を訴求するための様々な方策にさらにコストを要する。
  - 場合によっては、開発された商品はひとつであるにもかかわらず、名前を変更しただけ、外見を変更しただけ、包みを変更しただけで複数商品としてしたてられ、商品自体には差がないにもかかわらず、プレステージ性を訴求する広告宣伝手法のみで販売されるものも存在する。
- 日本の自動車業界ではベーシックモデルより一段豪華に仕立てられたモデルをデラックスモデルと称していたが、これが一般化し訴求力がなくなったため、これをプレステージモデルといっている。これもマーケティング手法からきた用法である。

## ネーミングとしての使用
名前の付け方が多様化した時代にマーケティング・広告宣伝にかかわる人たちからそれまであまり日本語としてはなじみのないプレステージという言葉を商品名として使用することが広まる。日本でも一般化し、ネーミングとして様々なものに使用されている。ただしその意味は、地位、名声、卓越性、傑出していることといった英語の本来の意味に加え、そこから連想される、贅沢さ、特別なもの、他にないもの、といった意味も加えられている。